# O Hoamatle
O Hoamatle ist ein alemannisches Volkslied aus Vorarlberg. Der Text wurde von Kaspar Hagen im 19. Jahrhundert verfasst und 1941 von Anna Burger-Seeber vertont.

## Text
O Hoamatle, o Hoamatle, am himmelblaue Bodesee geg’ Obedsunneschi!

Dett ist mi goldes Paradis, bi warm und kalt, bi Bluest und Is, min Kinderhimmel gsi.

Ihr griene Berg im Hoamatland, Ruina, Wälder, Felsewand, ihr Bihel, lieb und nett!

Kornfealder, Wiberg, Gieter all, Waldkappele und Wasserfall, o wär i wieder dett!

O Hoamatle, o Hoamatle, am himmelblaue Bodesee, dett wär i wieder froh!

Wie wär mer dett bim Hirtegjohl so licht ums Herz, so engelwohl, wie nienameh aso!

Doch kan as nimma, nimma si, und kumm i nimma, nimma hi zum liebe Hoamatle: So nimm min letschte Grueß derfier, so nimm de letschte Kuß vu mir, du schäna Bodesee!

## Referenzen
- Eintrag im Verbund der VolksLiedWerke Österreichs und Südtirols
- O Hoamatle auf Youtube, Vorarlberger Landesjugendchor VOICES